# Mohamed Ali Mahjoubi
Pour les articles homonymes, voir Mahjoubi.
Mohamed Ali Mahjoubi (arabe : محمد علي المحجوبي), né le 28 décembre 1966, est un footballeur tunisien jouant au poste de défenseur central dans les années 1980 et 1990 à l'Avenir sportif de La Marsa puis au club allemand d'Eintracht Brunswick avant de finir sa carrière à l'Espérance sportive de Tunis.
Il inscrit 17 buts en équipe de Tunisie.

## Carrière
- 1984-1991 : Avenir sportif de La Marsa (Tunisie)
- 1991-1993 : Eintracht Brunswick (Allemagne)
- 1993-1996 : Espérance sportive de Tunis (Tunisie)

## Palmarès
- Championnat de Tunisie : 1994
- Coupe de Tunisie : 1984, 1990
- Ligue des champions de la CAF : 1994
- Supercoupe de la CAF : 1995
- Coupe afro-asiatique des clubs de football : 1995
- Ligue des champions arabes : 1993